# عرب آیدل
عرب آیدل (به انگلیسی: Arab Idol) یک برنامه تلویزیونی عرب‌زبان است که بر اساس مدل برنامهٔ بریتانیایی پاپ آیدل (به تهیه‌کنندگیِ سایمون فولر) تا کنون در چهار فصل ساخته شده‌است. اجرای این برنامه را احمد فهمی خواننده و بازیگر مصری بر عهده داشت و جمعه‌شب و شنبه‌شب هر هفته به‌طور زنده از شبکهٔ تلویزیونی ام‌بی‌سی ۱ (MBC 1) همچنین ام‌بی‌سی مصر (MBC Masr) پخش می‌شد.

## داوران (فصل چهارم ۲۰۱۷–۲۰۱۶)
- وائل کفوری - خوانندهٔ لبنانی
- نانسی عجرم - خوانندهٔ لبنانی
- احلام الشامسی - خوانندهٔ اماراتی
- حسن الشافعی - آهنگساز و تهیه‌کنندهٔ موسیقی مصری

## آزمون صدا
برای اولین بار در سال ۲۰۱۱ از طریق شبکهٔ اِم‌بی‌سی ۱، آزمون صدا در شهرهای زیر انجام شد:
 قاهره، مصر

 کازابلانکا، مراکش

 دبی، امارات متحده عربی

 کویت، کویت

 عمان، اردن

 لندن، انگلیس

 تونس، تونس

 بیروت، لبنان